# Генріх Дріфер
Генріх Дріфер (нім. Heinrich Driver; 10 липня 1912, Зондербург — 20 листопада 1980, Любек) — німецький офіцер-підводник, корветтен-капітан крігсмаріне. Кавалер Німецького хреста в золоті.

## Біографія
1 квітня 1933 року вступив на флот. З 2 по 15 квітня 1940 року — командир підводного човна U-20, з 20 травня по 30 вересня 1940 року — U-23, з 16 жовтня по 18 грудня 1940 року — U-145, з 15 березня 1941 по 5 квітня 1942 року — U-371, на якому здійснив 5 походів (разом 154 дні в морі).
Всього за час бойових дій потопив 4 кораблі загальною водотоннажністю 25 122 тонни.
| Дата           | Назва корабля | Тип               | Тоннаж | Вантаж | Екіпаж | Загинули | Країна             | Конвой |
| -------------- | ------------- | ----------------- | ------ | --- | ------ | -------- | ------------------ | ------ |
| 12 червня 1941 | Silverpalm    | Торговий теплохід | 6,373  | 9000 тонн генеральних вантажів                                                                            | 68     | 68       | Британська імперія |        |
| 24 червня 1941 | Vigrid        | Торговий теплохід | 4,765  | 6000 тонн генеральних вантажів, у тому числі 1000 тонн спелтера, 500 тонн міді і 752 тонни заліза і сталі | 47     | 26       | Норвегія           | HX-133 |
| 30 липня 1941  | Shahristan    | Торговий пароплав | 6,935  | 68 пасажирів, державні товари і генеральні вантажі                                                        | 141    | 65       | Британська імперія | OS-1   |
| 30 липня 1941  | Sitoebondo    | Торговий пароплав | 7,049  | 3545 тонн генеральних вантажів                                                                            | 77     | 14       | Нідерланди         | OS-1   |

## Звання
- Кандидат в офіцери (1 квітня 1933)
- Фенріх-цур-зее (1 липня 1934)
- Оберфенріх-цур-зее (1 квітня 1936)
- Лейтенант-цур-зее (1 жовтня 1936)
- Оберлейтенант-цур-зее (1 червня 1938)
- Капітан-лейтенант (1 квітня 1941)
- Корветтен-капітан (1 квітня 1945)

## Нагороди
- Медаль «За вислугу років у Вермахті» 4-го класу (4 роки)
- Залізний хрест
  - 2-го класу (1939)
  - 1-го класу (серпень 1941)
- Нагрудний знак підводника (листопад 1939)
- Бронзова медаль «За військову доблесть» (Італія) (25 березня 1942)
- Німецький хрест в золоті (6 серпня 1942)